# Allexis obanensis
Allexis obanensis är en violväxtart som först beskrevs av E. G. Baker, och fick sitt nu gällande namn av Melchior. Allexis obanensis ingår i släktet Allexis och familjen violväxter. Inga underarter finns listade i Catalogue of Life.